# Genoa City (Wisconsin)
Genoa City es una villa ubicada en el condado de Walworth en el estado estadounidense de Wisconsin. En el Censo de 2010 tenía una población de 3.042 habitantes y una densidad poblacional de 503,01 personas por km².

## Geografía
Genoa City se encuentra ubicada en las coordenadas 42°30′18″N 88°19′10″O / 42.50500, -88.31944. Según la Oficina del Censo de los Estados Unidos, Genoa City tiene una superficie total de 6.05 km², de la cual 6.05 km² corresponden a tierra firme y (0%) 0 km² es agua.

## Demografía
Según el censo de 2010, había 3.042 personas residiendo en Genoa City. La densidad de población era de 503,01 hab./km². De los 3.042 habitantes, Genoa City estaba compuesto por el 95.4% blancos, el 0.66% eran afroamericanos, el 0.26% eran amerindios, el 0.39% eran asiáticos, el 0% eran isleños del Pacífico, el 1.94% eran de otras razas y el 1.35% pertenecían a dos o más razas. Del total de la población el 6.54% eran hispanos o latinos de cualquier raza.